# Charles Kemble

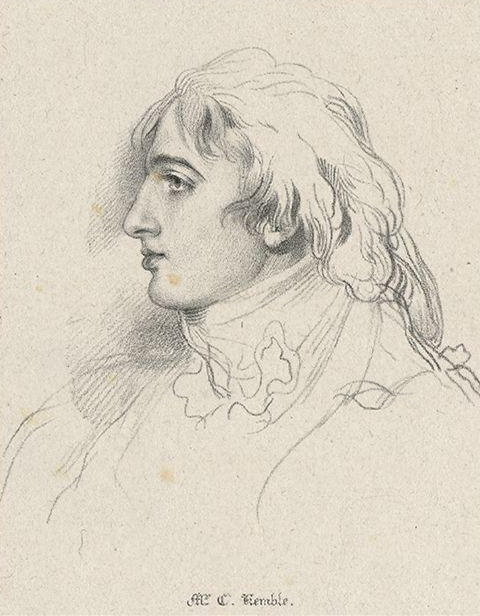
Charles Kemble.

Charles Kemble, född 25 november 1775 i Brecon i Wales, död 12 november 1854 i London, var en brittisk skådespelare. Han var bror till Sarah Siddons och John Philip Kemble samt far till John Mitchell Kemble och Fanny Kemble.
Kemble debuterade 1792, var 1794-1803 anställd vid Drury Lane Theatre och Haymarketteatern, samt 1803-17 vid Covent Gardenteatern, som han 1817-36 ledde. Kemble hade liksom sin bror sin energi att tacka för den berömmelse han vann, särskilt inom komedin. Kembles hustru, Marie Thérèse Kemble (född de Camp, 1773-1838), av fransk börd, vann popularitet både som skådespelerska och författare.